# Conestoga Township
Pour les articles homonymes, voir Conestoga.
Conestoga Township est un township situé au sud-ouest de la partie centrale du comté de Lancaster, en Pennsylvanie, aux États-Unis,. En 2010, il comptait une population de 3 776 habitants. Le township fondé en 1712, dont le nom vient d'une ancienne tribu indienne, les Andastes, a donné son nom aux chariots Conestoga.

## Démographie
Lors du recensement de 2010, le township comptait une population de 3 776 habitants. Elle est estimée, en 2018, à 3 871 habitants.